# Alpi Cozie (provincia romana)
Alpi Cozie (in latino Alpes Cottiae) era una provincia dell'Impero romano, una delle tre piccole province a cavallo delle Alpi tra la Gallia e l'Italia, con capitale Segusio (l'attuale Susa). Confinava a occidente con Gallia Narbonense, a sud con le Alpi marittime, a est con l'Italia e a nord con le Alpi Graie.

## Statuto
Fu dapprima prefettura fittizia con a capo la dinastia dei Cottii (dal 14 a.C.), poi a partire dal 63 d.C. provincia retta da un procurator Augusti di rango centenario. La capitale si trovava a Segusio (l'attuale Susa, in Piemonte). Con la riforma dioclezianea, attuata verso la fine del III secolo, la provincia di Alpi Cozie entrò a far parte della diocesi dell'Italia Annonaria, come conferma peraltro anche la Notitia dignitatum, secondo la quale la provincia era retta da un praeses. Sotto Diocleziano la provincia subì anche consistenti modifiche territoriali, perdendo i territori del versante occidentale delle Alpi che entrarono a far parte della provincia delle Alpi Marittime, ma acquisendo in compenso gran parte della Liguria e del Piemonte. La provincia sopravvisse anche sotto le dominazioni di Odoacre e degli Ostrogoti, nonché durante il periodo bizantino, fino almeno ai primi anni dell'invasione longobarda. In epoca bizantina era retta da uno iudex provinciae, eletto dai vescovi e dai notabili locali, stando a quanto afferma la Prammatica Sanzione del 554. Nell'epoca tardo-antica la provincia di Alpes Cottiae comprendeva Piemonte e Liguria, come confermato da Paolo Diacono, il quale afferma che essa si estendeva dalla Liguria verso il sud est fino al mar Tirreno, mentre a occidente era delimitata dai territori dei Galli; inoltre, secondo lo storico longobardo, le principali città della provincia erano Acqui, Tortona, Bobbio (noto per il monastero), Genova e Savona.

## Storia

### Preistoria
Non si hanno notizie precise riguardo ai primi insediamenti nel territorio, ciononostante si suppone che l'area sia da sempre stata occupata, e questo perché permette di accedere ai passi alpini che collegano la Pianura Padana con la fossa del Rodano.
Le prime testimonianze certe provengono dai resti di un villaggio preistorico scoperto nei pressi di Chiomonte. L'area, individuata a metà degli anni 1980, comprende anche una necropoli con tombe "a cista litica" e dei ripari sotto-roccia ricavati tra grandi massi. Il sito risulta occupato dal Neolitico finale (fine V millennio a.C.) alla seconda età del ferro (IV sec. a.C.). I manufatti neolitici più antichi (ceramica, strumenti in pietra levigata e selce scheggiata) evidenziano dei collegamenti con altri siti presenti in Francia (cultura di "Chassey"). Non mancano ceramiche assimilabili alla cultura di Veraza e dei Vasi Campaniformi; infine sono stati ritrovati oggetti e utensili di bronzo, a testimoniare una occupazione millenaria del sito.
Altre testimonianze sono le incisioni rupestri sparse un po' su tutto il territorio, tra cui vanno citati i massi coppellati presenti in prossimità dei resti dell'acquedotto romano di Susa, a testimonianza dell'antichità del sito.

### Taurini
Il primo popolo che abitò la zona e di cui ci sono giunte testimonianze storiche, risulta essere quello dei Taurini (di etnia ligure). Il loro territorio, incentrato sulle piane prospicienti le bocche della Val di Susa e di Chisone, si estendeva fino agli importanti valichi alpini che portano alla fossa del Rodano.
Successivamente al IV secolo a.C., gruppi di etnia celtica, in migrazione dalla Gallia verso l'Italia settentrionale, si aggiunsero e si amalgamarono ai Taurini, trasferendo su di essi parte della loro cultura. Già al tempo dei Romani furono prudenzialmente classificati come "celto-liguri", ovvero liguri celtizzati.
I Taurini rimasero padroni dell'area fino all'arrivo dell'esercito di Annibale nel 218 a.C., in occasione della seconda guerra punica (secondo alcune ipotesi, Annibile usò proprio i valichi dei Taurini per attraversare le Alpi). Quando questi superò le Alpi, assediò e distrusse la città principale dei Taurini, Taurinia (oggi Torino).
Con la sconfitta di Cartagine (202 a.C.), l'area cadde sotto la sfera d'influenza romana, iniziando un'opera di romanizzazione che si concluse solo secoli dopo.
Durante questo periodo il territorio fu considerato dai Romani zona di confine verso la Gallia.

### Il Regno dei Cozii

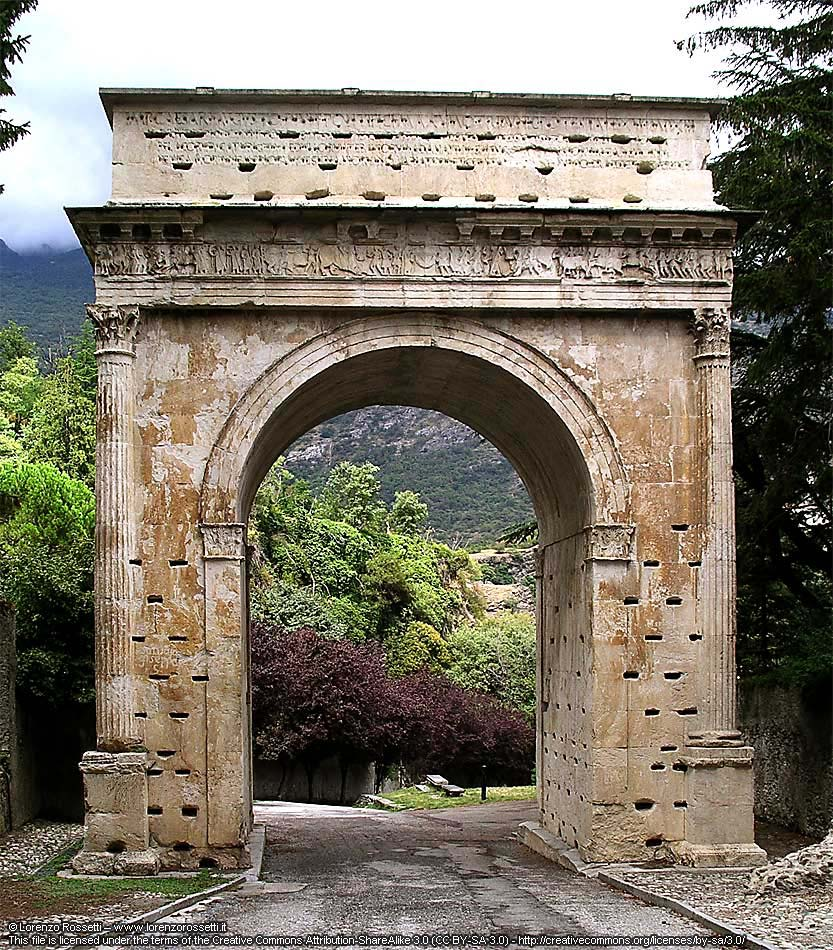
L'arco di Augusto a Susa, l'antica Segusium, capitale delle Alpes Cottiae

Dopo le guerre puniche, nel II secolo a.C., nelle Alpi occidentali (l'attuale aerea delle Alpi Cozie) si formò il regno celto-ligure dei Cozii che, grazie a un'oculata politica di alleanza con Roma, riuscì a conservare la propria indipendenza fino all'età augustea, quando la popolazione era ormai romanizzata.
Il regno comprendeva le valli di Susa, Chisone e Pellice, la Savoia, le Alte Alpi e il Delfinato, raggruppando diverse tribù.
La capitale del regno era Segusio (l'attuale Susa), ma è probabile che all'inizio la capitale fosse l'oppidum di Excingomagus (probabilmente l'attuale Exilles), più interna e facilmente proteggibile. Un altro sito importante era l'oppidum chiamato Ocelum (presso l'attuale Avigliana), punto di scambio presso il limes che separava il Regno dei Cozii, dai territori controllati direttamente dai Romani.
L'incredibile longevità di un regno indipendente, in una situazione generale dove la potenza romana occupava e sottometteva tutti i popoli che incontrava, nasce da considerazioni di opportunità fatte dai Romani e i Cozii: i Cozii conoscevano la potenza militare romana e sapevano che fine avevano fatto le tribù che le si erano opposte, i Romani conoscevano le tribolazioni che avrebbero subito nel combattere i Liguri in ambiente montano e avevano bisogno di una via di comunicazione sicura per completare la conquista della Gallia e mantenerne il controllo.
Poco prima dell'impresa della Spagna (61 a.C.), Cesare si accordò con il re Ligure Donno, garantendosi il transito indisturbato delle proprie truppe. Si creò così un'alleanza che permise ai Cozii di prosperare, sia grazie al commercio transalpino, sia grazie agli ampliamenti territoriali che i Romani donarono dopo la sconfitta di tribù nemiche confinanti.
Alla morte di Cesare, dopo un periodo di distanza, l'alleanza con Cesare Augusto venne rinsaldata dal figlio di Donno, Cozio. Per celebrare l'occasione venne realizzato, in onore di Augusto, un arco a Segusio (9-8 a.C.), visibile ancora oggi, su cui son incisi i nomi delle tribù che componevano il regno: Segovii, Segusini, Belaci, Caturigi, Medulli, Tebavii, Adanates, Savincates, Ectini, Veamini, Venisani, Iemerii, Vesubiani e Quarati.
L'accordo prevedeva anche la modifica dell'estensione del dominio di Cozio, il quale perse una parte del versante francese. In onore di Cozio, le montagne della regione vennero chiamate Alpi Cozie.
Alla morte di Cozio, succedette il figlio Donno II, a cui succedette il nipote Cozio II. Quest'ultimo, che regnerà a lungo, aumenterà il territorio amministrato dal nonno, grazie a doni territoriali concessi dall'imperatore Claudio.
Dal I secolo a.C., la Val di Susa fu attraversata dalla Via delle Gallie, che terminava nello strategico Mons Matrona (l'attuale Monginevro), uno dei tre valichi utilizzabili in antico per raggiungere la Gallia.
I regnanti cozii sono stati visti molto positivamente dalle tribù celto-liguri alpine, come esempio di governo giusto e previdente. Nel IV secolo d.C. la tomba di Cozio era ancora venerata mentre, addirittura nel Medioevo, Donno era venerato come un santo.
Il regno fu completamente inglobato nell'Impero romano solo al tempo di Nerone.

#### Integrazione nell'Impero romano
All'inizio i Romani considerarono il Regno dei Cozii un protettorato autonomo. Successivamente, per meglio integrare il regno nel sistema politico romano, concedettero il titolo di praefectus e la cittadinanza romana a Cozio (9-8 a.C.), che assunse il nome di Marcus Iulius Cottius. Divenne pertanto un misto di re/prefetto romano.
I successori di Cozio, Donno II e Cozio II ereditarono la carica di re/prefetto.
Con la morte di Cozio II (63 d.C.), in assenza di eredi, Nerone costituì la provincia (Svet., Nero, 18).
Verso la fine del III secolo, con la riforma dioclezianea, la provincia subì consistenti modifiche territoriali: perse in particolare i territori del versante occidentale delle Alpi a favore delle vicine Alpi Marittime, ma in compenso acquisì gran parte della Liguria e del Piemonte.

### La provincia tardo-antica

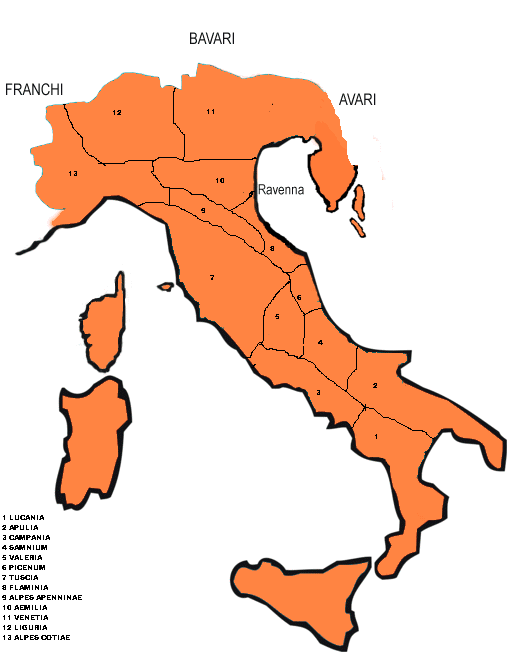
La prefettura del pretorio d'Italia, suddivisa in province

Con la riforma dioclezianea, verso la fine del III secolo, la provincia entrò a far parte della diocesi dell'Italia Annonaria, come confermano documenti dell'epoca tra cui il Laterculus Veronensis e la Notitia dignitatum, la quale attesta che era governata da un praeses. Continuò a esistere anche sotto le dominazioni di Odoacre e degli Ostrogoti. Dopo la fine della guerra gotica, che decretò la riconquista bizantina dell'Italia intera, la provincia di Alpi Cozie non venne abolita affatto, e all'epoca comprendeva Piemonte e Liguria. Paolo Diacono, infatti, descrivendo le province in cui era suddivisa l'Italia alla vigilia dell'invasione longobarda, descrive una provincia dal nome Alpi Cozie:
(Paolo Diacono, Historia Langobardorum, II,16.)
Si ritiene che questa provincia fosse la sede di uno dei quattro ducati di frontiera bizantini posti a difesa dell'arco alpino, segnatamente quello che presidiava le Alpi Graie e Cozie. Stando alle disposizioni della Prammatica Sanzione del 554, la provincia doveva essere governata da un governatore civile (Iudex provinciae) eletto dai vescovi e dai notabili. In seguito alla conquista longobarda delle città più a settentrione della provincia (Paolo Diacono sostiene che ai Bizantini rimasero solo le città poste sul litorale ligure), i territori residui furono riorganizzati amministrativamente. Secondo la Descriptio orbis romani di Giorgio Ciprio, redatta agli inizi del VII secolo, le città sul litorale ligure facevano parte dell'eparchia Urbicaria insieme alle residue zone rimaste in mano ai Bizantini nelle province di Liguria (che all'epoca corrispondeva approssimativamente alla Lombardia e al Piemonte), Tuscia, Valeria, Piceno e Campania settentrionale. Alcuni studiosi ritengono che l'eparchia Urbicaria fu istituita intorno al 580 e soppressa intorno al 584. Altri studiosi (come Cosentino), invece, ritengono sostanzialmente inattendibile la suddivisione dell'Italia in cinque eparchie tramandata dal geografo Giorgio Ciprio, ritenendola in contrasto con le testimonianze italiche coeve come le epigrafi e l'epistolario di papa Gregorio Magno. Secondo la Cosmografia ravennate del VII secolo la Liguria bizantina (compresa la Lunigiana) costituiva la cosiddetta Provincia Maritima Italorum. Tale provincia cadde in mano longobarda intorno al 643, in seguito alle conquiste di re Rotari.

## Esercito e difesa

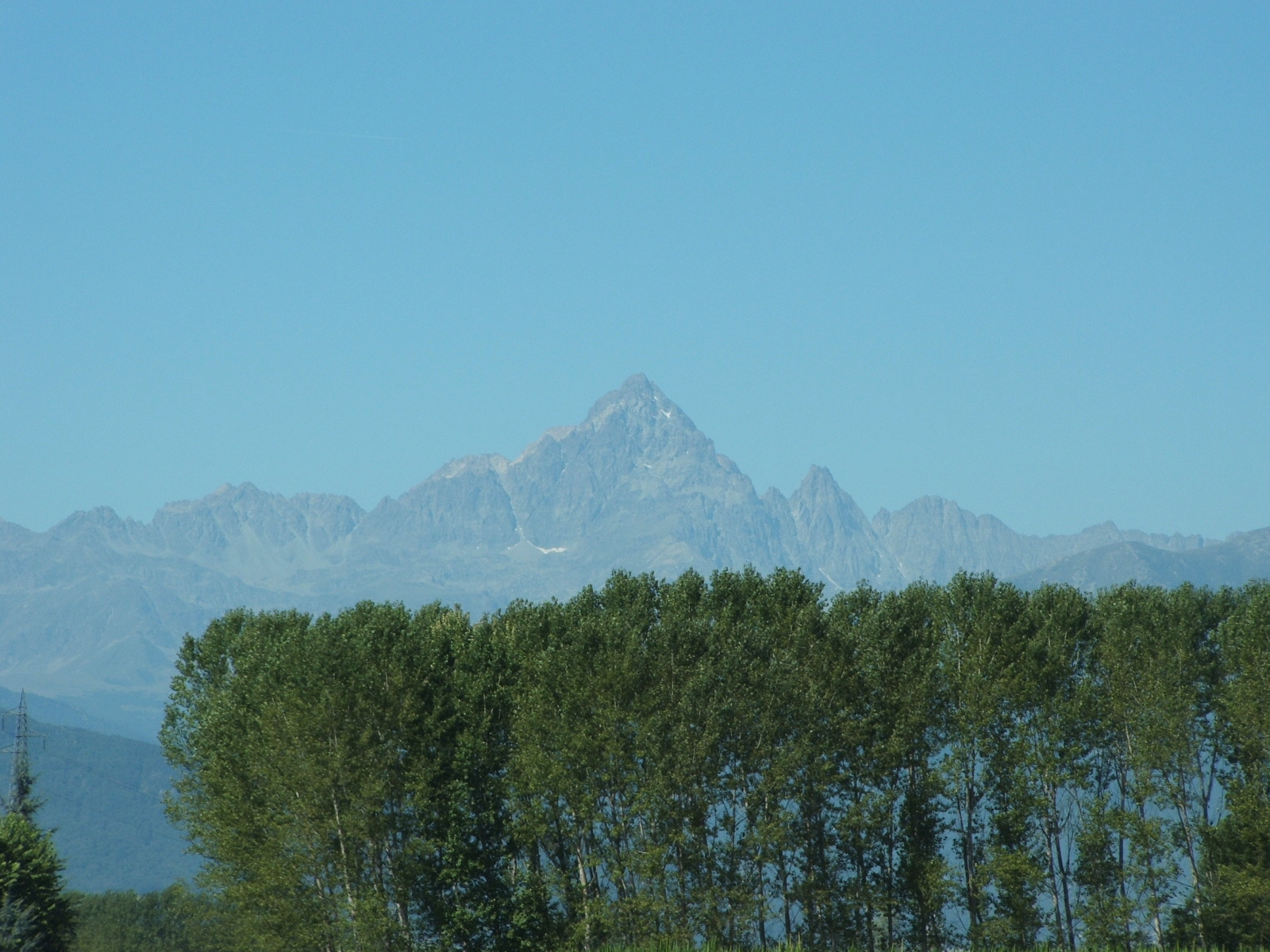
Il Monviso è la vetta più alta delle Alpi Cozie e ne costituisce il simbolo

La guarnigione acquartierata a Susa si differenziava dalle corrispondenti nelle province vicine, in quanto essa era costituita da una coorte pretoria. Scrive Svetonio che a causa di una rivolta a Pollentia (Pollenzo, alla confluenza del Tanaro e della Stura), Tiberio (Svet., Tiberius, 37) inviò sul posto una coorte pretoria da Roma e per sedare la sollevazione. Quest'unità formata esclusivamente da cittadini romani italici rimase a Segusio, probabilmente in relazione all'importanza strategica rivestita dal valico del Monginevro. Si conoscono attualmente due coorti: la IX cohors praetoria e la XII cohors praetoria, delle quali la prima pare aver sostituito la seconda in ordine cronologico.

## Geografia politica ed economica
La residenza dei governatori, Segusio (Susa), mantenne il nome celtico fino al VI secolo d.C., quando lo latinizzò in Segusium. La città alta, l'antica rocca celtica, divenne la sede del procuratore, mentre nella valle sottostante si sviluppò la città romana. Non è certo invece quale fosse la sede del concilium provinciale, anche se l'opinione comune si indirizza verso la stessa capitale. La città era amministrata da duumviri, affiancati da un senato locale; i magistrati, inquadrati nella tribù Quirina, possedevano i tria nomina, e conducevano delle lunghe carriere municipali. Il principale sacerdote della città era rappresentato dal flamen Augusti e dai seviri augustali.

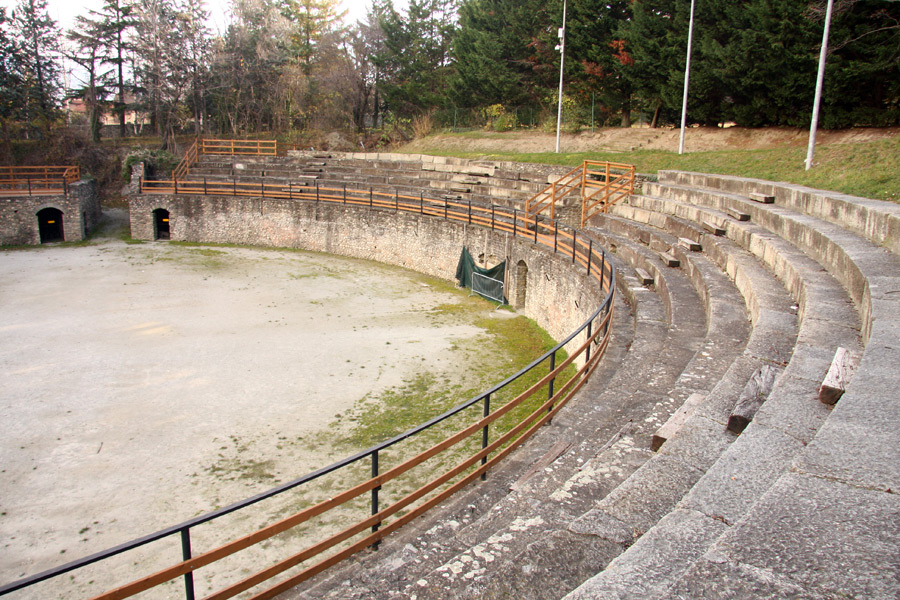
Anfiteatro romano di Segusio
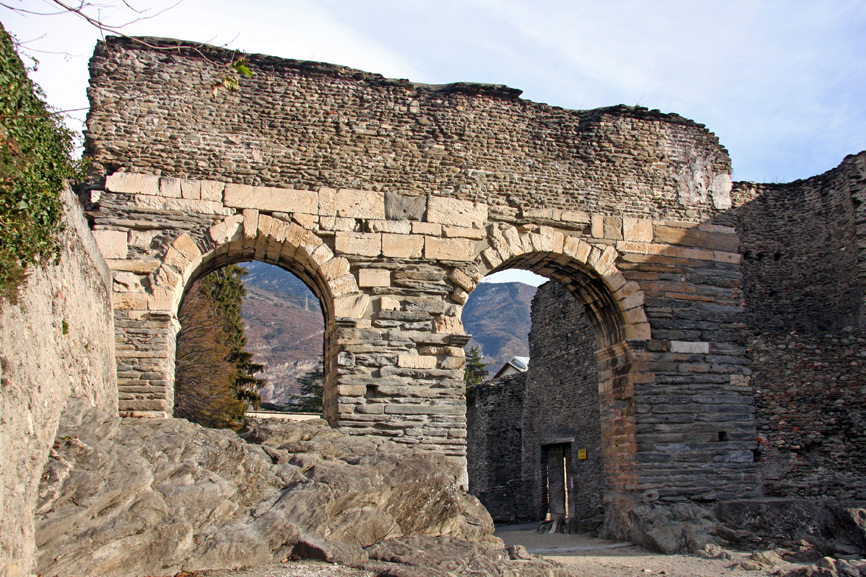
Acquedotto romano di Segusio

Gli altri insediamenti principali delle Alpes Cottiae erano: 
- Ocelo (Oulx)
- Scingomago (Exilles)
- Cesao (Cesana Torinese)